# ビクトル・メイレレス

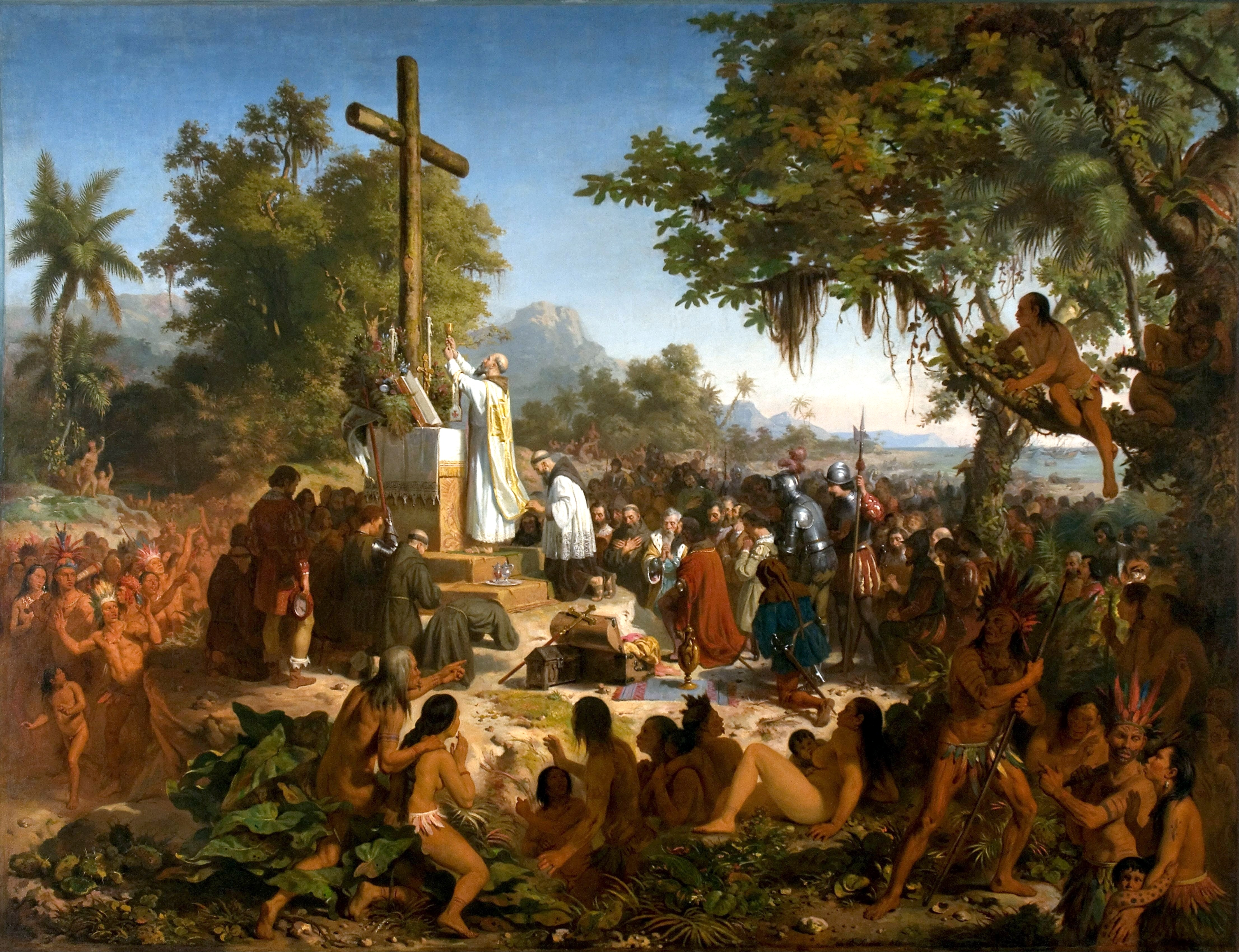
メレーレス作『ブラジルでの最初のミサ』(1860)

ビクトル・メイレレス（Victor Meirelles de Lima、1832年8月18日 - 1903年2月22日）はブラジルの画家である。ブラジルの歴史や、事物を描いた。

## 略歴
ブラジル・サンタカタリーナ州のフロリアノーポリスで、ポルトガルからの両親のもとに生まれた。早くから絵の才能を示し、14歳で描いた風景画が、ブラジルの有力者に注目され、リオデジャネイロに伴われ、帝国美術学校(Academia Imperial de Belas Artes)の校長、フェリックス・トーネーに紹介された。アカデミーは奨学金を与えて入学を許し、帝国美術学校で学び、1852年にヨーロッパへの留学資金の得られる賞を受賞した。
フランスに渡り、1853年6月にル・アーヴルに上陸した後、パリを経てまずイタリアに滞在し、ローマやフィレンツェで学んだ。ローマではアカデミア・ディ・サン・ルカでトンマーゾ・ミナルディやニコラ・コンソーニに学んだ。留学期間を何度か延長し、1856年にパリに移り、パリではエコール・デ・ボザールでレオン・コニエやポール・ドラローシュに学んだ。2年かけて描いた大作「ブラジルでの最初のミサ(La Première Messe au Brésil)」は1861年のサロン・ド・パリに出展を許され高い評価を得た。この作品は1943年からのブラジル紙幣の裏面のデザインに採用されることになる。
1861年に帰国すると、皇帝ペドロ2世から、帝国バラ勲章などを授けられ、帝国美術学校の名誉教授に任じられた。ブラジル海軍の依頼による戦争画や王女イザベル・ド・ブラジルの結婚式の絵や王室のメンバーの肖像画を描くことを依頼された。多くの大作を制作した。1885年にはリオデジャネイロのパノラマ画をベルギー人画家Henri Langerockを助手にして完成させた。
1889年に軍によるクーデターが起こり、ペドロ2世が退位させられると、帝国美術学校において、皇帝とのつながりの強かっメンバーはその職を失うことになり、メイレレスも公式には年齢を理由に解雇されることになった。1893年に同僚と私立の美術学校を創立しようとしたが成功しなかった。晩年は経済的に困窮しリオデジャネイロで死去した。

## 作品

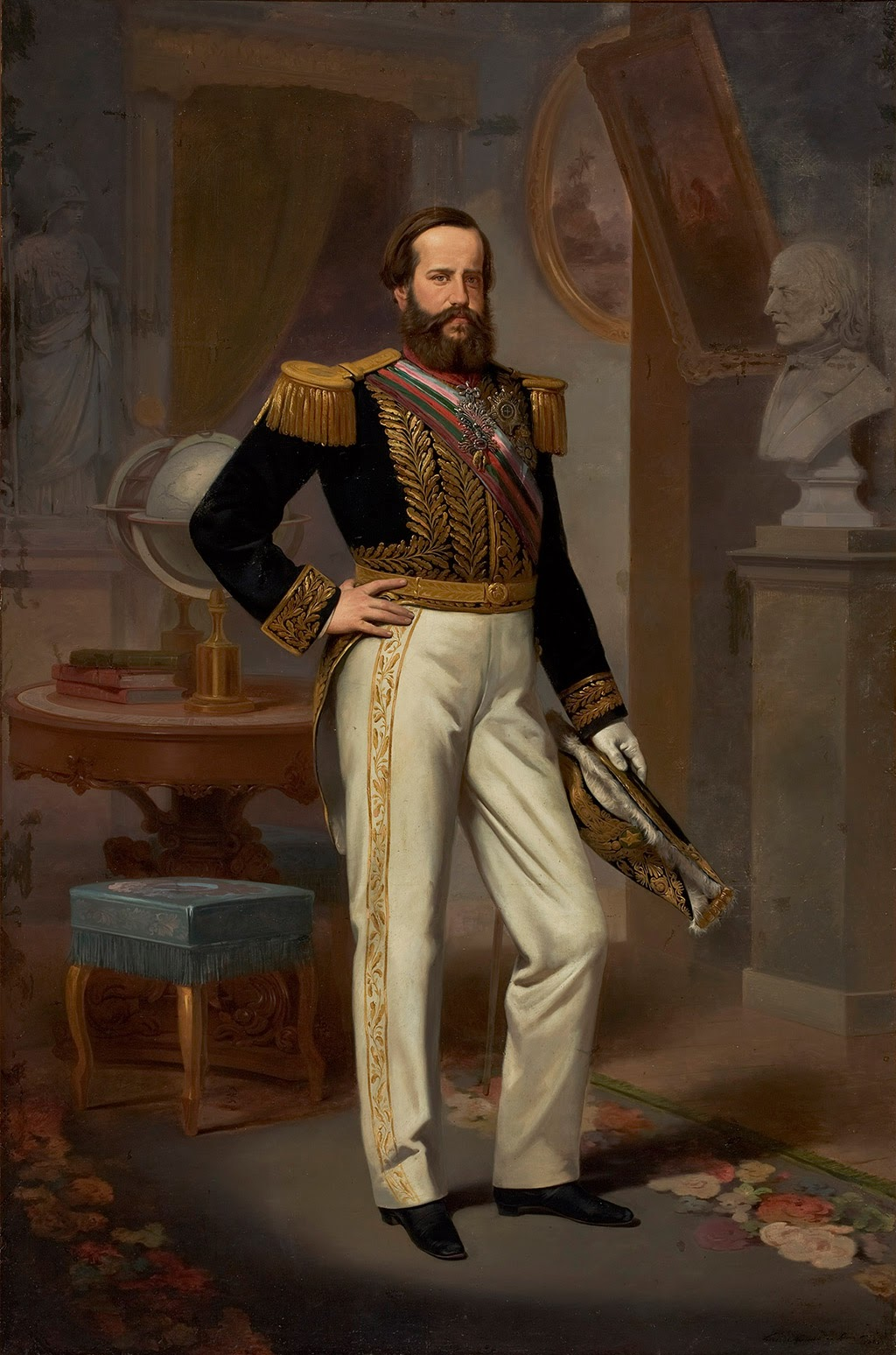
皇帝ペドロ2世(1864)
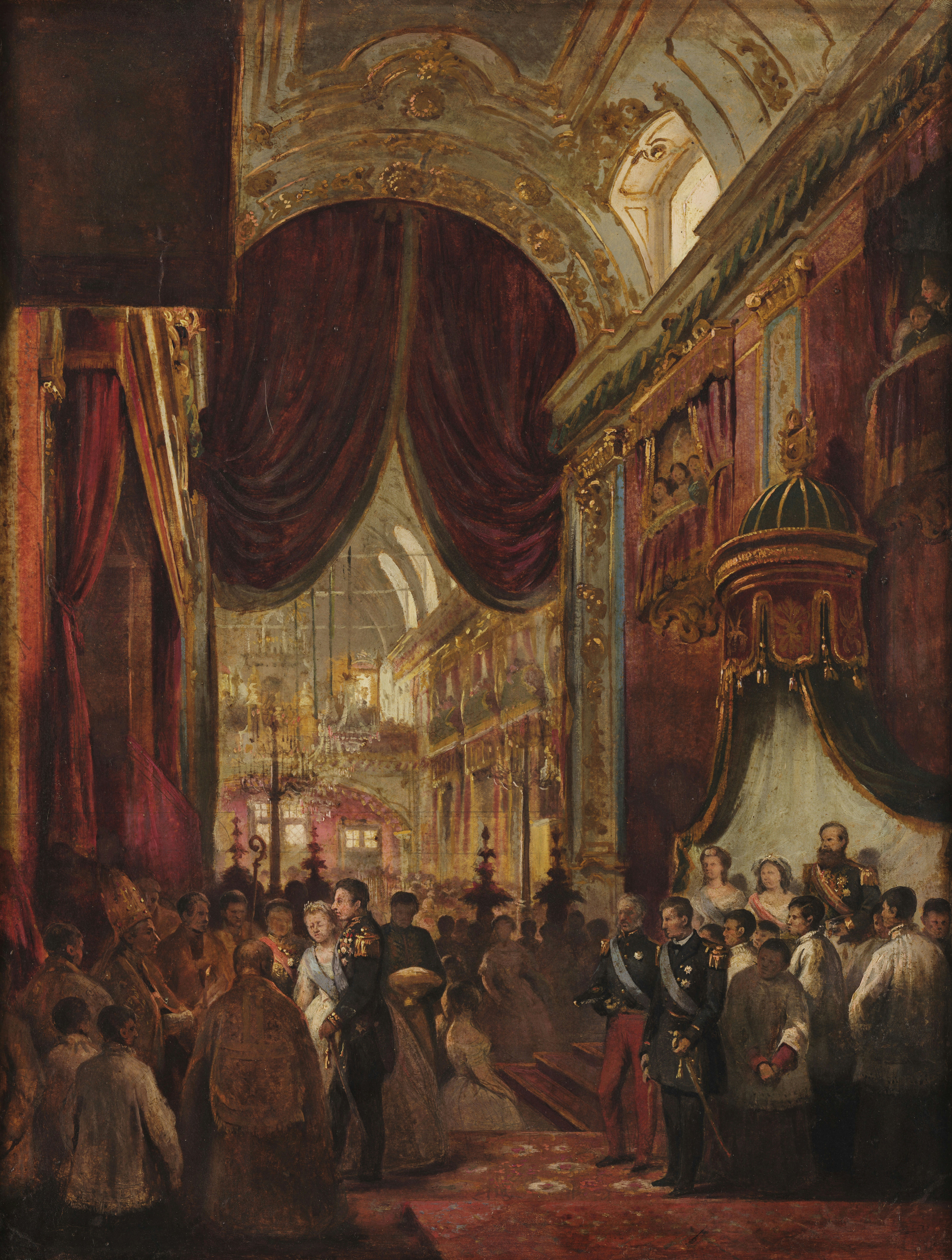
イザベル・ド・ブラジルの結婚式
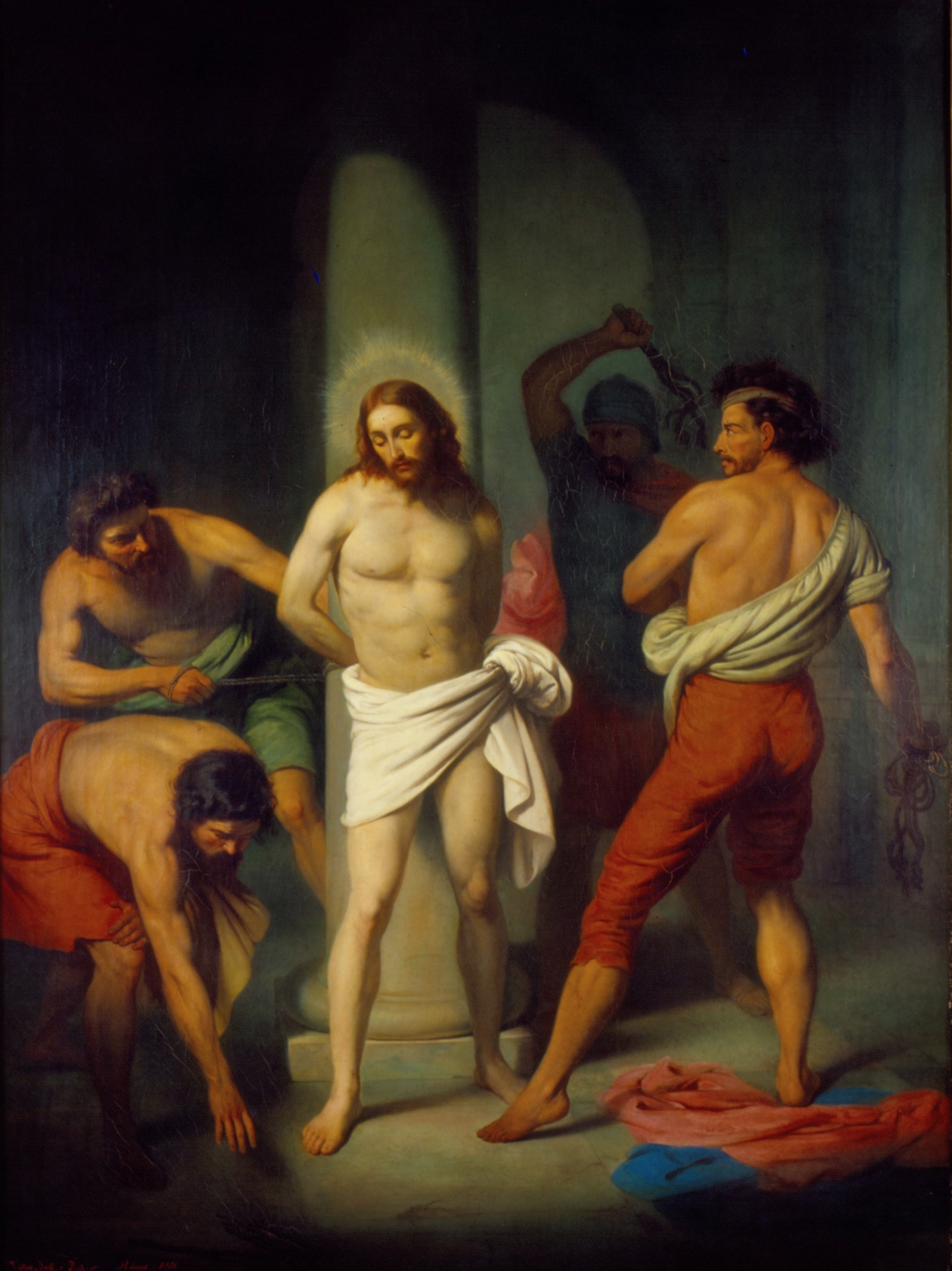
A flagelação de Cristo (1856)
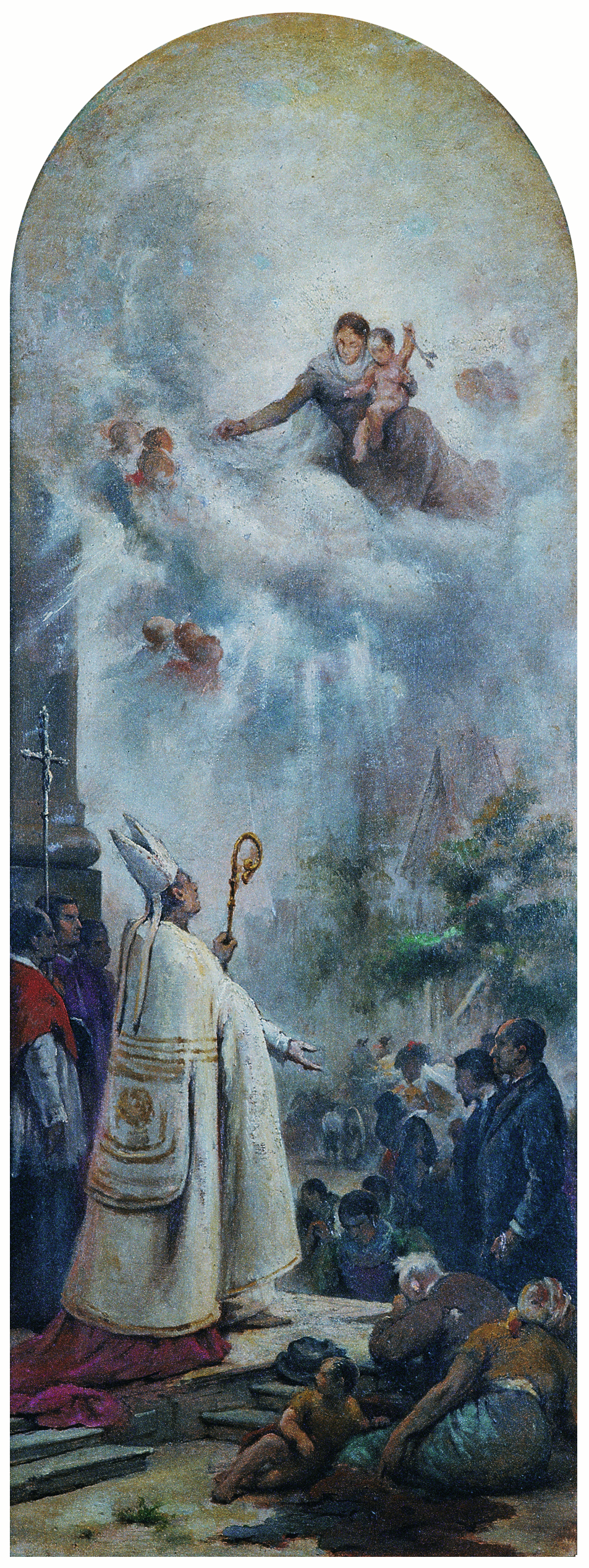